# Савченко Віталій Валентинович
Віта́лій Валенти́нович Са́вченко — старшина, 72-га механізована бригада, учасник російсько-української війни.

## Бойовий шлях
26 лютого 2015 року перебував на бойовому посту, під час чергування виявив ДРГ з шести терористів. Після цього швидко та грамотно зорганізував оборону посту під поселенням Опитне, біля злітної смуги Донецького аеропорту. Під час бою вбили трьох терористів, двох з них — старшина Савченко зі снайперської гвинтівки, позиції утримали. З ним перебували двоє бійців: старшина Клубов Павло та Байнак Микола.

## Нагороди
- Указом Президента України № 339/2016 від 22 серпня 2016 року — орденом «За мужність» III ступеня[1]